# Цветаев, Николай Николаевич
 Николай Николаевич Цветаев (14 июля 1901, Владимир — 1980, Москва) — советский военный, государственный и политический деятель, генерал-майор.

## Биография
Родился в 1901 году во Владимире. Учился во Владимирской мужской гимназии, после революции преобразованной в школу второй ступени. Включился в революционную деятельность, в начале 1918 года вступил в Союз молодежи «1 Интернационал», изучал марксистскую литературу, нёс службу по охране общественного порядка в городе.
Член РКП (б) с 1919 года.
С 1919 года — на военной службе, общественной и политической работе. Участник Гражданской войны, на политической работе и командных должностях в Рабоче-Крестьянской Красной Армии. По окончании войны направлен в родной город на комсомольскую работу, один из организаторов владимирского комсомола. Жил в д. 5 по улице Кремлёвской.
Военный комиссар Управления тыла 54-й армии, член Военного Совета 24-й армии, член Военного Совета 58-й армии, начальник Военно-политического училища по подготовке пропагандистов Красной Армии.
Делегат XVIII съезда ВКП(б). Демобилизован в 1955 году.
Умер в Москве в 1980 году. Похоронен на Кунцевском кладбище в Москве.